# Yūta Mishima
Yūta Mishima (japanisch 三島 勇太 Mishima Yūta; * 10. Mai 1994 in Kitakyushu) ist ein japanischer Fußballspieler.

## Karriere
Mishima erlernte das Fußballspielen in der Jugendmannschaft von Avispa Fukuoka. Hier unterschrieb er 2013 auch seinen ersten Vertrag. Der Verein spielte in der zweiten japanischen Liga, der J2 League. Am Ende der Saison 2015 stieg der Verein als Tabellendritter der zweiten Liga in die erste Liga auf. Nach einer Saison musste er mit dem Klub Ende 2016 wieder den Weg in die Zweitklassigkeit antreten. Für den Verein absolvierte er 75 Ligaspiele. 2018 wechselte er zum Viertligisten Tegevajaro Miyazaki. Der Verein aus Miyazaki spielte in der Japan Football League. Als Tabellenzweiter stieg er mit dem Verein Ende 2020 in die dritte Liga auf. Hier stand er bis Januar 2022 unter Vertrag. Im März 2022 zog es ihn in die Mongolei, wo er einen Vertrag beim Erstligisten Khaan Khuns-Erchim FC unterschrieb. Am Ende der Saison wurde er mit dem Verein aus der Hauptstadt Ulaanbaatar mongolischer Meister. Mit 25 Toren wurde er Torschützenkönig der Liga. Nach Ende der Saison wechselte er Anfang August 2022 nach Thailand. Hier verpflichtete ihn der Drittligist Angthong FC. Mit dem Verein aus Ang Thong spielt er in der Western Region der Liga.

## Erfolge
National Premier League (Mongolei)
- Mongolischer Meister: 2021/22

## Auszeichnungen
National Premier League (Mongolei)
- Torschützenkönig: 2021/22